# Maria Traydor
Maria Traydor es uno de los personajes del juego de Square Enix Star Ocean Till the end of time para PlayStation 2. 

## Datos
Sexo: Mujer
Edad: 19
Altura: 5'3" / 1,60m
Peso: 104 lbs / 47,17kg
Raza: Humana
Arma: Armas de fuego y simbología.

## Historia
Líder de Quark desde que, gracias al Gen de Alteración, destruyó la nave de combate Invisible, liderada por el comandante Schilling. Busca a Robert Leingod ya que este último le modificó genéticamente cuando era un bebe; es por esto que quiere hablar con Fayt, sino para buscar venganza, por lo menos para que le den una explicación.
Es, además, la única capaz de introducirse en el sistema informático de la Federación Pangalactica sin ser advertida.

## Personalidad
Maria es una chica verdaderamente interesante; si bien es una adolescente con todas las de la ley, su anhelo de... ¿venganza? le impulsa a tomar grandes responsabilidades, como las de erigirse como líder del grupo Anti-Federación Quark, y llevar a cabo misiones en las que se juega a la vida. No solo eso, sino que, cuando encuentra al culpable de su miseria, este muere a manos de otras personas, aumentando aún más su frustración. Y, lo que es peor aún, más adelante descubrirá que le modificarón genéticamente por el bien del universo, con lo que no puede tan siquiera culpar a aquellos que hicieron que lo pasará tan mal durante toda su vida.
No solo eso, sino que, además, perdió a sus padres a muy temprana edad, siendo criada desde joven por Cliff Fittir y Mirage Koas.